# Korhogo
Korhogo är en stad i norra Elfenbenskusten, huvudort i departementet med samma namn. Staden har ungefär 240 000 invånare (2014).